# Larry McMurtry
Larry Jeff McMurtry (ur. 3 czerwca 1936 w Wichita Falls w Teksasie, zm. 25 marca 2021 w Archer City) – amerykański powieściopisarz, eseista, księgarz, scenarzysta. Akcja utworów jego autorstwa rozgrywa się zwykle na dawnym Dzikim Zachodzie albo w dzisiejszym Teksasie. Napisał kilkadziesiąt powieści i kilkanaście książek non-fiction.

## Życiorys
Dorastał na ranczu w okolicach Archer City (Teksas). W 1958 ukończył North Texas State University, a w 1960 – Rice University w Houston, gdzie później wykładał literaturę angielską, zanim całkowicie poświęcił się pisarstwu. W 1962 zdobył nagrodę Teksaskiego Instytutu Literackiego Jesse M. Jonesa, a w 1964 został stypendystą fundacji Guggenheima. Kształcił się także na Uniwersytecie Stanforda w Kalifornii, gdzie zawiązała się jego bliska przyjaźń Kenem Keseyem (w 2011 ożenił się z wdową po nim).
Największą popularność przyniosła mu westernowa epopeja Na południe od Brazos (Lonesome Dove) – drugi w historii western uhonorowany Nagrodą Pulitzera. Powieść stała się podstawą wybitnego miniserialu w reż. Simona Wincera (wystąpili w nim m.in. Robert Duvall, Tommy Lee Jones, Robert Urich, Diane Lane, Anjelica Huston, Frederic Forrest i Chris Cooper, a muzykę skomponował Basil Poledouris).

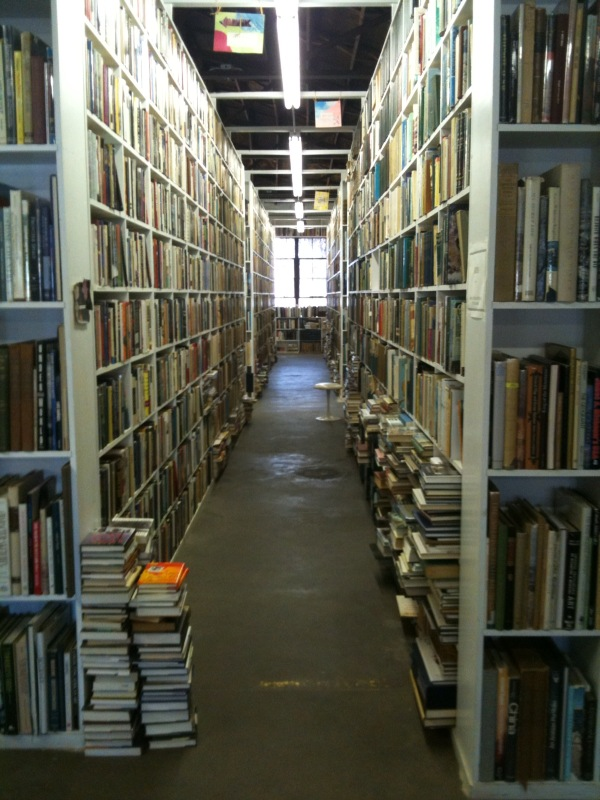
Wnętrze antykwariatu McMurtry'ego w Archer City

McMurtry prowadził wielki antykwariat Booked Up w Archer City, jednak w 2012 z powodu konkurencji w Internecie wyprzedał większość książek. Jest współautorem scenariuszy m.in. filmów Ostatni seans filmowy (na podstawie własnej powieści) i Tajemnica Brokeback Mountain (na podstawie opowiadania E. Annie Proulx). Za ten drugi otrzymał Złoty Glob i Oscara. Ponadto zekranizowano powieści: Leaving Cheyenne (film Lovin' Molly), Horseman, Pass By (film Hud, syn farmera), Czułe słówka (zdobył 5 Oscarów), Dziewczęta z prerii, i Na południe od Brazos (miniserial, zdobył 2 Złote Globy i 7 nagród Emmy) wraz z kontynuacjami: Streets of Laredo, Dead Man’s Walk i Comanche Moon.

## Powieści[7]
- 1966 – Ostatni seans filmowy (The Last Picture Show) – wyd. pol. 1995, 2006 i 2019
- 1975 – Czułe słówka (Terms of Endearment) – wyd. pol. 1993, 2004 i 2015
- 1985 – Na południe od Brazos (Lonesome Dove) – wyd. pol.: tłum. M. Kłobukowski, T. 1-2, Warszawa: PIW, 1991; Czerwonak : Vesper, 2017
- 1987 – Teksasówek (Texasville) – wyd. pol. 1996
- 1988 – Wszystko dla Billy’ego (Anything For Billy) – wyd. pol. 1993
- 1989 – ...a życie płynie... (Some Can Whistle) – wyd. pol. 1994
- 1990 – Dziewczęta z prerii (Buffalo Girls) – wyd. pol. 1995
- 1992 – Gwiazda wieczorna (The Evening Star) – 1997

inne
- 1961  – Horseman, Pass By
- 1963 – Leaving Cheyenne

## Scenariusze
- Ostatni seans filmowy
- Tajemnica Brokeback Mountain

## Ekranizacje
- 1963: Hud, syn farmera, na podst.  Horseman, Pass By
- 1971: Ostatni seans filmowy
- 1974: Lovin' Molly, na podst. Leaving Cheyenne
- 1983: Czułe słówka
- 1985: Na południe od Brazos[8]
- 1990: Texasville
- 1992: Złudne szczęście
- 1995: Dziewczęta z prerii
- 1996: Czułe słówka: ciąg dalszy
- 2005: Tajemnica Brokeback Mountain
- 2020: Joe Bell